# Initiative populaire « demandant le droit de référendum en matière de dépenses militaires »
L'initiative populaire « demandant le droit de référendum en matière de dépenses militaires » est une initiative populaire fédérale suisse, rejetée par le peuple et les cantons le 5 avril 1987.

## Contenu
L'initiative propose de modifier l'alinéa 2 de l'article 89 de la Constitution fédérale pour introduire un référendum facultatif sur l'ensemble des décisions fédérales prévoyant des crédits accordés au Département militaire fédéral pour « l'acquisition de matériel de guerre, des constructions et l'achat de terrains ainsi que des programmes de recherche, de développement et d'essai ».
Le texte complet de l'initiative peut être consulté sur le site de la Chancellerie fédérale.

## Déroulement

### Contexte historique
Depuis la création de l'État fédéral de 1848, le droit de référendum ne s'applique pas en matière financière bien qu'au cours des années, de nombreuses tentatives aient été faites dans ce sens. La première proposition est lancée par le Parti socialiste suisse en 1951, sous la forme d'une initiative intitulée « Financement des armements et sauvegarde des conquêtes sociales » demandant la levée d'un impôt extraordinaire pour financer le réarmement du pays ; cette proposition est rejetée en votation le 18 mai 1952.
L'année suivante, une nouvelle initiative « concernant le vote des dépenses par l'Assemblée fédérale » est déposée pour introduire, entre autres mesures, un référendum automatique pour toutes les dépenses militaires excédant un certain montant ; elle est retirée en faveur d'un contre-projet direct lui-même refusé en votation le 30 septembre 1956.
Entre 1954 et 1956, trois nouvelles initiatives sont déposées afin de limiter les dépenses militaires : la première « pour la réduction temporaire des dépenses militaires (trêve de l'armement) » est annulée par le Parlement le 12 décembre 1955 ; les deux autres, respectivement intitulées « pour la limitation des dépenses militaires » et « Solidarité sociale et internationale », sont retirées par leurs auteurs à la suite de l'intervention des troupes soviétiques en Hongrie lors du des événements du printemps de Prague, avant que le Conseil fédéral ne puisse les évaluer.
L'idée d'instaurer un référendum financier sur des dépenses militaires date de 1975 ; elle s'est traduite par un postulat déposé par le parti socialiste en 1977 et rejeté par le Parlement, puis par une initiative parlementaire déposée par le député Andreas Herczog. Devant le refus du Conseil national de soutenir cette action, le parti socialiste lance alors cette initiative populaire.
Parmi les arguments donnés à cette occasion, le parti socialiste affirme que la défense du pays « ne peut être assurée que si elle a l'adhésion du peuple » ; selon les initiants, la possibilité de se prononcer sur les décisions touchant l'armement ou les places d'armes « est de nature à empêcher que l'enracinement de notre armée de milice dans le peuple
s'affaiblisse et qu'on institue subrepticement à sa place une mini-armée de grande puissance » ; ils remettent également au cause la qualité du contrôle exercé par l'Assemblée fédérale sur les dépenses militaires, rappelant par exemple l'affaire des Mirages.

### Récolte des signatures et dépôt de l'initiative
La récolte des 100 000 signatures nécessaires a débuté le 24 novembre 1981. Le 19 mai 1983, l'initiative a été déposée à la chancellerie fédérale qui l'a déclarée valide le 4 juillet.

### Discussions et recommandations des autorités
Le parlement et par le Conseil fédéral ont recommandé le rejet de cette initiative. Dans son messages aux Chambres fédérales, le gouvernement relève que la compétence budgétaire au niveau fédéral relève uniquement du parlement et qu'une exception telle que celle voulue par l'initiative compromettrait l'unité de la matière ; il met également en avant les risques que poseraient, selon lui, l'instauration d'un référendum pour les dépenses militaires : difficulté de planification des achats, impossibilité d'informations complètes aux citoyens due au secret entourant les acquisitions militaires et remise en cause de la politique de sécurité de la Suisse.

### Votation
Soumise à la votation le 5 avril 1987, l'initiative est refusée par 18 5/2 cantons (soit tous à l'exception de Bâle-Ville, de Genève et du Jura) et par 59,4 % des suffrages exprimés. Le tableau ci-dessous détaille les résultats par cantons :

## Effets
Trois ans après ce refus populaire, le Groupe pour une Suisse sans armée dépose une nouvelle initiative demandant la suppression totale de l'armée ; soumise en votation le 26 novembre 1989, elle n'est refusée, à la surprise générale, que par moins de 65 % des votants.